# Elecciones legislativas de Mongolia de 1992
Las elecciones parlamentarias de 1992 tuvieron lugar en la recientemente renombrada República de Mongolia el día 28 de junio.
Estas elecciones fueron las primeras celebradas en Mongolia tras el fin de su estatus de República Popular. Aun así el sistema electoral no cambió, pero sí el marco de partidos políticos e ideologías que se podían presentar. Finalmente ganó el Partido Revolucionario del Pueblo de Mongolia, los sucesores de los gobiernos comunistas, por una amplia mayoría de 70 escaños de los 76 del Gran Jural del Estado.

## Tabla de resultados
| Partido                                                  | Votos     | %    | Escaños | +/-      |
| -------------------------------------------------------- | --------- | ---- | ------- | -------- |
| Partido Revolucionario de Mongolia                       | 1.719.257 | 56.9 | 70      | Nuevo    |
| Alianza                                                  | 528.393   | 17.5 | 4       | Nuevo    |
| Partido Democrático Social                               | 304.648   | 10.1 | 1       | Nuevo    |
| Partido del Rencimiento Mongol                           | 112.234   | 3.7  | 0       | Nuevo    |
| Partido de los Burgueses                                 | 62.194    | 2.1  | 0       | Nuevo    |
| Partido Unido de Ganaderos y Campesinos                  | 61.344    | 2.0  | 0       | Nuevo    |
| Partido por la Independencia                             | 59.008    | 2.0  | 0       | Nuevo    |
| Partido Unido de los Propietarios Privados               | 42.795    | 1.4  | 0       | Nuevo    |
| Partido Democrático Religioso-Pueblo Mongol              | 23.675    | 0.8  | 0       | Nuevo    |
| Los Verdes                                               | 17.489    | 0.6  | 0       | Nuevo    |
| Independientes                                           | 90.387    | 3.0  | 1       | -37      |
| Inválidos/Votos en blancos                               | 63.198    | -    | -       | -        |
| Total                                                    | 1.037.392 | 100  | 76      | Reformed |
| Fuente: Comisión General para las Elecciones de Mongolia |           |      |         |          |